# Juh (chef amérindien)
Pour les articles homonymes, voir Juh.
Juh, né dans les années 1820 et mort en novembre 1883, est un guerrier et chef du groupe des Nednhis des Apaches Chiricahuas. Il prend part à la bataille d'Apache Pass en 1862 puis fuit au Mexique neuf ans plus tard, plutôt que de s'installer dans une réserve en Arizona. Il combat ensuite aux côtés de Victorio et Geronimo lors de la guerre de Victorio avant d'effectuer sa reddition en 1880 et s'installe alors avec son groupe dans la réserve de San Carlos. Il s'enfuit de la réserve en 1881 et rejoint le Mexique où il conduit de nombreux raids jusqu'à sa mort.